# Arctosa astuta
Arctosa astuta là một loài nhện trong họ Lycosidae.
Loài này thuộc chi Arctosa. Arctosa astuta được Gerstäcker miêu tả năm 1873.